# Prosopocera persimilis
Prosopocera persimilis là một loài bọ cánh cứng trong họ Cerambycidae.